# Erin Pac
Erin Pac (ur. 30 maja 1980) – amerykańska bobsleistka.
Podczas Igrzysk w Vancouver, w parze z Eleną Meyers, zdobyła brązowy medal w konkurencji bobslejowych dwójek.

## Medale Igrzysk Olimpijskich

### 2010
- – Bobsleje – dwójki kobiet